# Orthohepadnavirus
Ortohepadnavirus es un género de virus que infectan mamíferos. Contiene 12 especies. En humanos causan la hepatitis B, carcinoma hepatocelular y cirrosis. Las rutas de transmisión son sexuales, sanguíneas y por contacto físico.

## Descripción
Los virus en Orthohepadnavirus tienen una cápside con geometrías esféricas, y simetría T = 4. Poseen envoltura vírica. El diámetro es de alrededor de 42 nm. Los genomas son de ADN bicatenario de forma circular, con alrededor de 3,2 kb de longitud. El genoma codifica 7 proteínas para la cápside. Son virus de retrotranscripción por lo que se replican por una cadena inusual de ARN a diferencia de otros virus con genomas de ADN. La replicación se produce en el núcleo y el citoplasma.

## Especies
Se han descrito las siguientes especies:
- Capuchin monkey hepatitis B virus
- Chinese shrew hepatitis B virus
- Domestic cat hepatitis B virus
- Ground squirrel hepatitis virus
- Hepatitis B virus
- Long-fingered bat hepatitis B virus
- Pomona bat hepatitis B virus
- Roundleaf bat hepatitis B virus
- Taï Forest hepadnavirus
- Tent-making bat hepatitis B virus
- Woodchuck hepatitis virus
- Woolly monkey hepatitis B virus